# Hans-Peter Siemons
Hans-Peter Siemons (* 22. Juni 1938) ist ein ehemaliger deutscher Boxmanager und -veranstalter.

## Leben
Siemons bestritt als Boxer 17 Kämpfe. Er durchlief eine Bäckerlehre und fuhr zur See, ehe er 1965 in Lübeck im Gastgewerbe tätig wurde. In den 1970er Jahren führte er erste Berufsboxveranstaltungen durch. In Zusammenarbeit mit dem Berliner Fritz Gretzschel ließ Siemons Ende August 1973 bei einem Kampfabend in der Hansehalle Lübeck unter anderem den späteren Weltmeister Eckhard Dagge, Karsten Honhold und Leo Kakolewicz antreten.
Im September 1978 band Siemons Frank Wissenbach, der zu Beginn der 1980er Jahre als bester deutscher Berufsboxer galt, mit einem Zehnjahresvertrag an sich. Der Vertrag hatte aber nicht die gesamte Laufzeit Bestand, bereits 1982 boxte Wissenbach für Wilfried Sauerland. Im Februar 1980 fand im Rahmen einer von Siemons wieder in Lübeck abgehaltenen Veranstaltung der Kampf um die deutsche Schwergewichtsmeisterschaft statt, den Bernd August und Harry Friedel austrugen. Im April 1980 veranstaltete Siemons erneut den Kampf um die deutsche Schwergewichtsmeisterschaft (August gegen Georg Butzbach).
Nach dem Ende der Deutschen Demokratischen Republik übernahm Siemons als Pächter ein Hotel in Schwerin und wurde Manager sowie Geldgeber der Boxer des aus dem Verein Traktor Schwerin hervorgegangenen Schweriner SC. Mehrere der Boxer erhielten Arbeitsstellen in seinem Hotel. Unter seiner Leitung wurde Schwerin 1990/91 unter anderem mit Olympiasieger Andreas Zülow erster gesamtdeutscher Mannschaftsmeister der Amateure. Siemons’ Schweriner Schützling Andreas Tews gewann 1992 die Goldmedaille bei den Olympischen Spielen. Ab 1993 war Siemons in Wismar als Leiter eines Hotels tätig und brachte sich in die Arbeit des örtlichen Amateurboxsports ein. Er veranstaltete weiterhin Berufsboxabende in Lübeck, in den 1990er Jahren unter anderem in Zusammenarbeit mit dem Hamburger Boxstall Universum. Bei von Siemons durchgeführten Veranstaltungen in den 1990er Jahren traten Boxer wie Graciano Rocchigiani, Jürgen Brähmer, Juan Carlos Gómez und Artur Grigoryan an. In den 2000er Jahren führte er ebenfalls Veranstaltungen für Spotlight Boxing durch.